# Jenna Thiam
Jenna Thiam (* 19. Dezember 1990 in Brüssel) ist eine belgische Schauspielerin und Synchronsprecherin. Sie ist bekannt für ihre Rolle als Léna Séguret in der Fernsehserie The Returned.

## Leben
Thiam ist Tochter eines senegalesischen Musikers und einer Modevertreterin. Sie besuchte das Conservatoire Cours Florent, das sie Mitte 2013 mit Abschluss verließ. Sie wurde noch vor ihrem Abschluss für die Rolle der Léna Séguret in der Fernsehserie The Returned ausgewählt.
Am 29. Dezember 2018 heiratete sie den Portugiesen Salvador Sobral, Gewinner des Eurovision Song Contest 2017.

## Filmografie

### Filme
- 2009: Le chant des sirènes (Kurzfilm)
- 2010: Le rollerboy : VRP Robotscan 3000 (Kurzfilm)
- 2013: La crème de la crème
- 2014: Salaud on t’aime
- 2014: L’année prochaine
- 2014: Vie sauvage
- 2015: Anton Tchékhov 1890
- 2016: Die Ungezähmte (L’indomptée)[3]
- 2018: A Paris Education (Mes provinciales)[4]
- 2018: Capri-Revolution
- 2018: Das schwarze Notizbuch O Caderno Negro
- 2019: Ni Dieux Ni Maîtres
- 2020: Leichter gesagt als getan Les choses qu’on dit, les choses qu’on fait
- 2021: Black Parthenope
- 2022: Le Parfum vert

### Serien
- 2010: Clem
- 2012–2015: The Returned (Les Revenants)
- 2016: The Collection
- 2021: O Livro Negro do Padre Dinis